# Parsovići
Parsovići är en ort i Bosnien och Hercegovina.   Den ligger i entiteten Federationen Bosnien och Hercegovina, i den centrala delen av landet, 40 km väster om huvudstaden Sarajevo. Parsovići ligger 398 meter över havet och antalet invånare är 178.
Terrängen runt Parsovići är varierad. Parsovići ligger nere i en dal. Närmaste större samhälle är Konjic, 17,9 km sydost om Parsovići. 
Omgivningarna runt Parsovići är en mosaik av jordbruksmark och naturlig växtlighet. Runt Parsovići är det ganska tätbefolkat, med 93 invånare per kvadratkilometer.